# Michael Richard Cote

Bischofswappen von Michael Richard Cote

Michael Richard Cote (* 19. Juni 1949 in Sanford) ist ein US-amerikanischer römisch-katholischer Geistlicher und emeritierter Bischof von Norwich.

## Leben
Michael Richard Cote studierte am St. Mary’s Seminar in Baltimore und am Päpstlichen Nordamerika-Kolleg in Rom. Papst Paul VI. spendete ihm am 29. Juni 1975 im Petersdom die Priesterweihe für das Bistum Portland.
An der Katholischen Universität von Amerika studierte er Kanonisches Recht und erwarb im Jahr 1981 in diesem Fach das Lizenziat.
Papst Johannes Paul II. ernannte ihn am 9. Mai 1995 zum Weihbischof in Portland und zum Titularbischof von Cebarades. Der Bischof von Portland, Joseph John Gerry OSB, spendete ihm am 27. Juli desselben Jahres die Bischofsweihe; Mitkonsekratoren waren Robert Edward Mulvee, Koadjutorbischof von Providence, und Raymond Leo Burke, Bischof von La Crosse. Als Wahlspruch wählte er Above All Charity („Vor allem aber liebt einander“, Kol 3,14).
Am 11. März 2003 wurde er zum Bischof von Norwich ernannt und am 14. Mai desselben Jahres in das Amt eingeführt.
In der Bischofskonferenz der Vereinigten Staaten leitete er ab 2001 die Region I und war unter anderem Mitglied der Unterkommission für die Jugend.
Papst Franziskus nahm am 3. September 2024 seinen altersbedingten Rücktritt an.